# Death Is My Only Friend
Death Is My Only Friend è il quinto album studio del gruppo statunitense Death by Stereo, pubblicato a luglio 2009. È stato registrato ad una distanza di ben quattro anni rispetto al precedente album, Death for Life, del 2005. Inoltre, marca una svolta nella storia del gruppo in quanto è stato il primo album a non essere pubblicato con la loro etichetta storica Epitaph Records, con la quale avevano pubblicato tutti gli altri album a partire da If Looks Could Kill, I'd Watch You Die del 1999.

## Informazioni sull'album
Le sessioni di composizione e registrazione di Death Is My Only Friend sono durate circa due anni. Per quanto riguarda i lavori di composizione, essi sono iniziati nell'estate/autunno 2006, quando il chitarrista originale Jim Miner ed il batterista originale Jarrod Alexander si riunirono con il gruppo, dopo averlo lasciato negli anni precedenti.
Il frontman Efrem Schulz dichiarò che alle registrazioni dell'album avrebbero partecipato due batteristi, il già citato Jarrod Alexander e Chris Dalley dei Ten Foot Pole. Dalley, che aveva già suonato in tour con la band dopo l'allontanamento del batterista storico Todd Hennig, avrebbe in questo caso funto da batterista principale dei tour successivi, mentre Alexander sarebbe tornato con il suo gruppo post-Death by Stereo, A Static Lullaby.
Schulz annunciò anche che Jim Miner avrebbe partecipato alle sessioni di composizione e registrazione dell'album, ma non avrebbe partecipato totalmente ai tour con il gruppo. Nel frattempo, sarebbe tornato nella band anche il fratello di Jim, Paul Miner, per suonare il basso insieme al bassista attuale, Tyler Rebbe, che stava registrando un album con un'altra sua band, i Pulley.
Death Is My Only Friend è l'unico album dei Death by Stereo, a parte If Looks Could Kill, I'd Watch You Die, nel quale Alexander ed i fratelli Miner hanno suonato insieme nelle registrazioni.
La data della pubblicazione dell'album fu inizialmente annunciata, durante un concerto, come il 14 luglio 2009. Successivamente fu anticipata al 7 luglio.

## Tracce
1. Opening Destruction – 3:00
2. The Ballad Of Sid Dynamite – 3:10
3. I Sing For You – 3:50
4. The Last Song – 3:49
5. Bread For The Dead – 3:08
6. Dead To Me – 3:03
7. Forever And A Day – 4:50
8. Wake The Dead – 3:02
9. I Got Your Back – 3:31
10. Who Should Die? You Should Die – 3:07
11. We Sing Today For A Better Tomorrow – 3:42
12. D.B.S.F.U. – 3:18
13. Welcome To The Party – 3:16
14. Fear Of A Brown Planet – 1:44
15. For All My Friends (The Unity) – 3:40

## Crediti
- Efrem Schulz – Voce, chitarra
- Dan Palmer – Chitarra, voce
- Tyler Rebbe – Basso
- Jarrod Alexander – batteria, percussioni
- JP "The Kid" Giricke – Chitarra ritmica
- Jason Freese – piano, arrangiamento agli archi, produzione